# Tinker, Tailor, Soldier, Spy (televisieserie)
Tinker, Tailor, Soldier, Spy is een Engelse televisieserie uit 1979, geregisseerd door Frances Alcock & John Irvin. De film is gebaseerd op de roman Tinker, Tailor, Soldier, Spy (1974) van John le Carré.